# USS Oriole (AM-7)
USS Oriole (AM-7) trałowiec typu Lapwing służący w United States Navy w okresie I wojny światowej i II wojny światowej.
Stępkę jednostki położono 6 marca 1918.  Okręt zwodowano 3 lipca 1918, matką chrzestną była Dorothy Leaverton. Jednostka weszła do służby 5 listopada 1918.
W czasie I wojny światowej jej głównym zadaniem była praca przy Zagrodzie Minowej Morza Północnego.
W czasie II wojny światowej służył głównie na wodach Alaski.